# Simplocaria maritima
Simplocaria maritima là một loài bọ cánh cứng trong họ Byrrhidae. Loài này được Lafer miêu tả khoa học năm 1989.